# Belloc-Saint-Clamens
Belloc-Saint-Clamens é uma comuna francesa na região administrativa de Occitânia, no departamento de Gers. Estende-se por uma área de 10,49 km². Em 2010 a comuna tinha 133 habitantes (densidade: 12,7 hab./km²).